# Yan Ji
Kaiserin Yan Ji († 126), formell Kaiserin Ansi (friedvolle und tiefschürfende Kaiserin), war eine Kaiserin der Han-Dynastie. Sie war die Gemahlin von Kaiser An und für ihr verschwörerisches und nepotistisches Gehabe bekannt, sowohl als Kaiserin wie auch als Kaiserinmutter. Dennoch versagte ihr Plan, mit ihren Brüdern die Macht an sich zu reißen, und ihre Sippe wurde hingerichtet.

## Familiärer Hintergrund und Heirat mit Kaiser An
Yan Jis Vater Yan Chang (閻暢) war der Sohn von Yan Zhang (閻章). Dieser wiederum war ein Beamter unter Kaiser Ming gewesen, und seine zwei Schwestern waren kaiserliche Konkubinen. Yan Zhang wurde als fähiger Beamter beschrieben, dessen Karriere von Kaiser Ming überwacht wurde.
Die junge Yan Ji wird als intelligent und schön beschrieben, und im Jahre 107 wurde sie zur Konkubine für Kaiser An erkoren, der damals 13 Jahre alt war. Bald wurde sie seine Lieblingskonkubine. Im Jahre 108 erhob er sie zur Kaiserin, obwohl sie sehr eifersüchtig war. Im selben Jahr vergiftete sie die Konkubine Li, die dem Kaiser einen Sohn geboren hatte, Liu Bao (劉保).

## Als Kaiserin
Kaiser An wurde während seiner Herrschaft von seiner Regentin überschattet, der Kaiserinmutter Deng Sui. Nachdem sie aber 121 gestorben war, stärkte er seine Position und verdrängte ihre Sippe, indem er seine Vertrauten in ihre Positionen einsetzte. Viele Mitglieder der Deng-Sippe zwang er zum Selbstmord. Unter seinen Vertrauten waren auch die Brüder der Kaiserin, Yan Xian (閻顯), Yan Jing (閻景), Yan Yao (閻耀) und Yan Yan (閻晏). Kaiserin Yan Ji selbst beeinflusste ihren Gemahl bei seinen Handlungen zunehmend, und oft zum Schlechten des Reiches. Im Jahre 124 klagte sie den neunjährigen Liu Bao fälschlich an, der damals als Kaiser Ans einziger Sohn zum Kronprinzen ernannt worden war. Kaiser An setzte Prinz Bao ab und ernannte ihn zum Prinzen von Jiyin.

## Als Kaiserinmutter
Im Jahre 125 starb Kaiser An auf einer Reise nach Wancheng (im heutigen Nanyang, Henan) unversehens. Die Kaiserin, die ihn begleitete, verkündete sein Ableben nicht sofort, sondern verschwor sich mit ihren Brüdern und den mächtigen Eunuchen Jiang Jing und Fan Feng, um eine Alternative zu Prinz Bao zu finden. Sie entschieden sich für einen jüngeren Vetter des Kaisers An, Liu Yi, den Marquis von Beixiang, und machten ihn über Liu Baos Kopf hinweg zum Kaiser. Diese Entscheidung hatten sie getroffen, weil Liu Yi jung und leicht zu kontrollieren war.
Die Yan-Sippe gewann bald im Einverständnis mit Jiang Jing an Macht. Sie verleumdeten viele Vertraute des Kaisers An, auch seinen Stiefonkel Geng Bao, seine Amme Wang Sheng und den Eunuchen Fan Feng. Fan wurde hingerichtet, während Geng und Wang mit ihren Familien verbannt wurden. Die Yan-Sippe gefiel sich in dem Glauben, die Macht sicher zu haben. Aber eine Krankheit raffte den jungen Kaiser dahin.
Da der Eunuch Sun Cheng sicher war, dass Prinz Bao der rechtmäßige Kaiser war, verschwor er sich mit Prinz Baos Assistenten Changxing Qu und einigen anderen Eunuchen über seine Einsetzung als Kaiser. Als die junge Kaiserin in demselben Jahr starb, hielten Yan Ji und ihre Brüder ihren Tod geheim, und beriefen die Söhne der kaiserlichen Prinzen in die Hauptstadt, weil sie Prinz Bao erneut umgehen wollten. Einige Tage später starteten Sun Cheng und 18 weitere Eunuchen einen Überraschungsangriff auf den Palast, bei dem sie Jiang Jing und einige Eunuchen seiner Fraktion töteten. Sie zwangen seinen Kollegen Li Run ihren Staatsstreich anzuführen. Sie empfingen Prinz Bao im Palast und erklärten ihn zum Kaiser (Kaiser Shun). Einige Tage lang schlugen sich die Eunuchen mit den Truppen der Kaiserinmutter Yan Ji, bis sie sie und ihre Brüder besiegt hatten. Die Yan-Sippe wurde ausgelöscht, während die Kaiserinmutter in ihren Palast eingesperrt wurde.
Einige Beamte empfahlen Kaiser Shun, die Kaiserinmutter Yan Ji abzusetzen. Nach langem Überlegen lehnte der Kaiser ein solches Tun ab und behandelte sie weiterhin mit den gebührenden Ehren. Trotz allem starb Yan Ji im Frühjahr 126, vielleicht aus Furcht und Trauer um ihre Familie. Sie wurde mit ihrem Gemahl, Kaiser An, bestattet.
| Vorgänger | Amt                        | Nachfolger |
| --------- | -------------------------- | ---------- |
| Deng Sui  | Kaiserin von China 108–125 | Liang Na   |

| Personendaten    | Personendaten                         |
| ---------------- | ------------------------------------- |
| NAME             | Yan Ji                                |
| ALTERNATIVNAMEN  | Ansi                                  |
| KURZBESCHREIBUNG | chinesische Kaiserin der Han-Dynastie |
| GEBURTSDATUM     | 1. Jahrhundert                        |
| STERBEDATUM      | 126                                   |